# Tetramorium peringueyi
Tetramorium peringueyi är en myrart som beskrevs av Arnold 1926. Tetramorium peringueyi ingår i släktet Tetramorium och familjen myror. Inga underarter finns listade i Catalogue of Life.